# 河原外語観光・製菓専門学校
河原外語観光・製菓専門学校（かわはらがいごかんこう・せいかせんもんがっこう）は、学校法人河原学園が運営している専門学校。

## 所在地
- 愛媛県松山市湊町3丁目5-1

## 設置課程・学科
2024年4月現在
- 専門課程
  - 外国語学科（2年制） ※ 2024年度に海外ビジネス科より名称変更
  - エアライン・観光科（2年制）
  - ブライダル・ホテル科（2年制）
  - パティシエ・ブランジェ科（１・2年制）
  - 医療・総合事務科（2年制） ※ 2024年度に医療秘書・医療事務科より名称変更
  - 声優タレント科（2年制）

## 沿革
- 2008年 - 国際パティシエ・ブランジェ専門学校 開校。
- 2011年 - 河原パティシエ・医療・観光専門学校に改称。
- 2012年 - エアライン・観光科、ブライダル・ホテル科、医療秘書科を新設。
- 2014年3月 - 文部科学大臣より『職業実践専門課程』に認定される。
- 2022年 - 河原外語観光・製菓専門学校に改称。 グローバルビジネス科を海外ビジネス科に改称。

## 主な資格取得
- 製菓衛生師国家資格
- 国内・総合旅行業務取扱管理者国家資格
- アクセス国際ネットワーク AXESS実用検定試験
- レストランサービス技能検定国家資格
- 全米ブライダル・コンサルタント協会 ブライダルプランナー検定
- 日本医療保険事務協会 診療報酬請求事務能力認定試験
- 日本医療教育財団主催 医療事務技能審査試験（メディカルクラーク）医科

## 関連施設
- ENTERTAINMENT STUDIO KAWAHARA
- KAWAHARA e-Sports Stadium

## 周辺
- 伊予鉄髙島屋
- 松山東消防署城東支署
- 松山銀天街
- 大街道商店街

## アクセス
- 鉄道
  - 伊予鉄道松山市駅から徒歩で約7分
- バス
  - 伊予鉄バス一番町二停留所より徒歩5分
  - 伊予鉄バス松山商業前停留所より徒歩2分